# Templo de Venus Genetrix
El templo de Venus Genetrix es un templo romano situado en el Foro de César, en Roma. Dicho templo está dedicado a la diosa romana Venus Genetrix, le fue dedicado en el año 46 a. C., por Julio César.
César hizo la promesa de construir el templo a Venus Victrix, pero la batalla de Farsalia en el año 48 a. C. pospuso la edificación. César decidió entonces dedicar su propio templo a Venus Genetrix como la madre de Eneas, héroe de la guerra de Troya, e hijo del príncipe Anquises y de la diosa Afrodita -Venus en la mitología romana– y además, considerado el antepasado de la gens Julia a quien César pertenecía.

## Historia

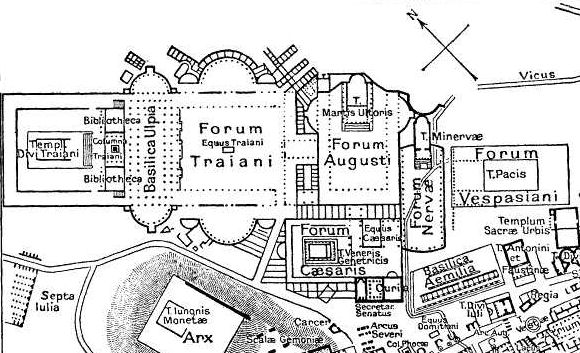
Situación del templo en los foros imperiales de Roma.

El templo fue edificado por César, al norte del Foro Romano, en una zona ocupada por edificios privados, y se comenzó por adquirir estos terrenos por un importe entre 60 y 100 millones de sestercios. Inaugurado el año 46 a. C. -sin terminar la construcción-, fue uno de los pocos edificios que comenzó el dictador.
Un pasaje del escritor Suetonio recuerda cómo un día César recibió al Senado, haciendo caso omiso de todas las reglas de la etiqueta republicana, sentado en el centro del podio del templo, como una deidad viviente. Esta acción, que revelaba claramente su ambición como dictador absoluto, le costó una gran impopularidad entre los senadores, hasta su asesinato en los Idus de marzo –15 de marzo del año 44 a. C.–. El edificio del templo fue completado por Augusto, después de la muerte de César.
El edificio fue dañado por un incendio que estalló en la Colina del Capitolio el año 80, y fue reconstruido, con los mismos cimientos, bajo el mandato de Trajano. A continuación, se hizo la demolición de la muralla de contención de la colina, entre el Capitolio y el Quirinal, para realizar la construcción del Foro de Trajano sobre la pendiente donde estaba adosado el edificio de Julio César. Fue nuevamente dedicado, según el fragmento de mármol del fasti ostienses, el 12 de mayo del año 113, el mismo día de la inauguración de la Columna de Trajano.
Bajo el mandato de Caro fue de nuevo gravemente castigado por el fuego en el año 283. El emperador Diocleciano reforzó las estructuras, incorporó las columnas de la fachada en una pared de ladrillo e hizo la conexión con arcos en ladrillo cubiertos de mármol en las estructuras laterales de la llamada Basílica Argentaria. El peristilo y el ábside del templo se reconstruyeron en la misma época.

## Descripción

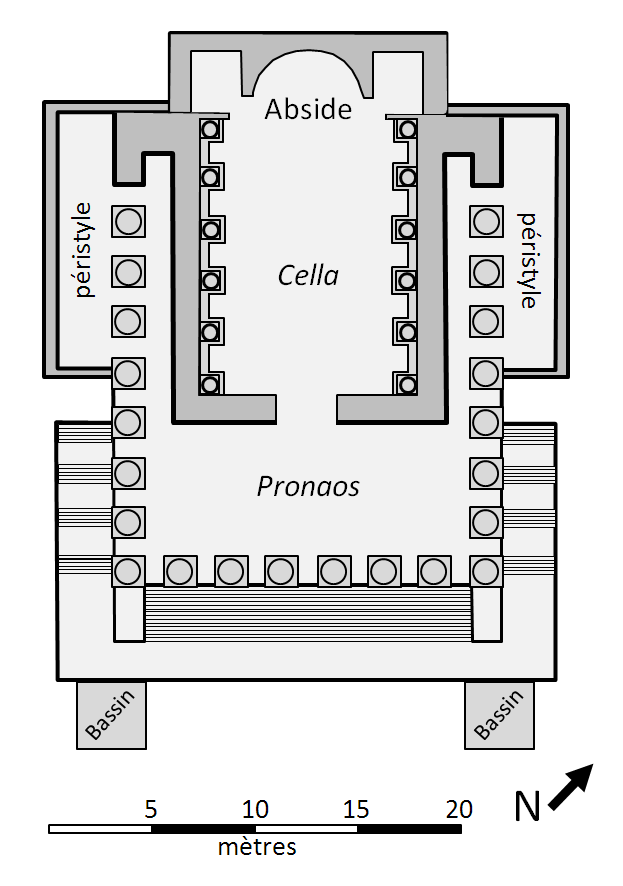
Plano reconstruido del templo.

Vista lateral del templo.

Del templo de la época de César solo se conserva el núcleo del podio realizado en opus caementicium recubierto completamente de mármol, al que se accedía por dos escaleras laterales. Era un templo períptero con ocho columnas en la parte delantera y ocho en cada lado, separadas una de otra por un espacio igual a una vez y media de su diámetro y carente de columnas en la parte posterior (sine postico).
Del edificio reconstruido por Trajano, -la planta del cual tuvo que ser similar a la del antiguo-, se han conservado numerosos restos de la rica decoración de mármol, y algunos restos del ábside que se encontraba al fondo de la naos, incorporado en las nuevas estructuras de este emperador. Delante del podio están las bases de dos fuentes de agua potable intercambiadas por las anteriores donde se encontraban las estatuas del escultor Appiades Stephanos mencionadas por Ovidio, estas esculturas se colocaron en el Atrium Libertatis.
Se han situado en el podio las tres columnas de orden corintio del lado sur-occidental del templo, con su entablamento: cornisa con ménsulas, friso decorado con guirnaldas y el arquitrabe ornamentado con fondo con cupidos en medio de volutas de acanto. Estos restos fueron encontrados durante los trabajos realizados entre 1930 y 1932 por Corrado Ricci con ocasión de la realización de la vía Dell'Impero.

### Interior
El muro de la naos estaba cubierto con bloques de mármol en rojo y amarillo que imitaban la división en sillares de opus quadratum, las columnas -seis en cada muro lateral- se realizaron en un orden de pilastras. Entre ellas, dos registros superpuestos fueron grabados con querubines en diferentes composiciones de carácter ornamental, otros presentaban decoraciones vegetales frondosas enriquecidas por animales pequeños. Esto fue probablemente modificado respecto a la primera fase de la construcción: las paredes estaban decoradas con dos filas de columnas erigidas en un pedestal, que enmarcaba nichos con frontones, con un friso, donde se mostraba cupidos ocupados en llevar los atributos de varias deidades, como el crátera de Baco, el carcaj de Diana y Apolo o el escudo con la cabeza de la gorgona para Minerva. Sobre el fondo fue reconstruido el ábside y se realizó más separado de la auténtica naos: de la parte absidial seguramente corresponden los pedestales decorados que han sido reutilizados en la entrada del baptisterio de Letrán. En la parte del fondo de la naos, de techo con bóveda, se encontraba la estatua de culto dedicada a Venus. La extensión de la naos con el ábside del Templo de Venus está considerada como una de los primeras de su tipo.

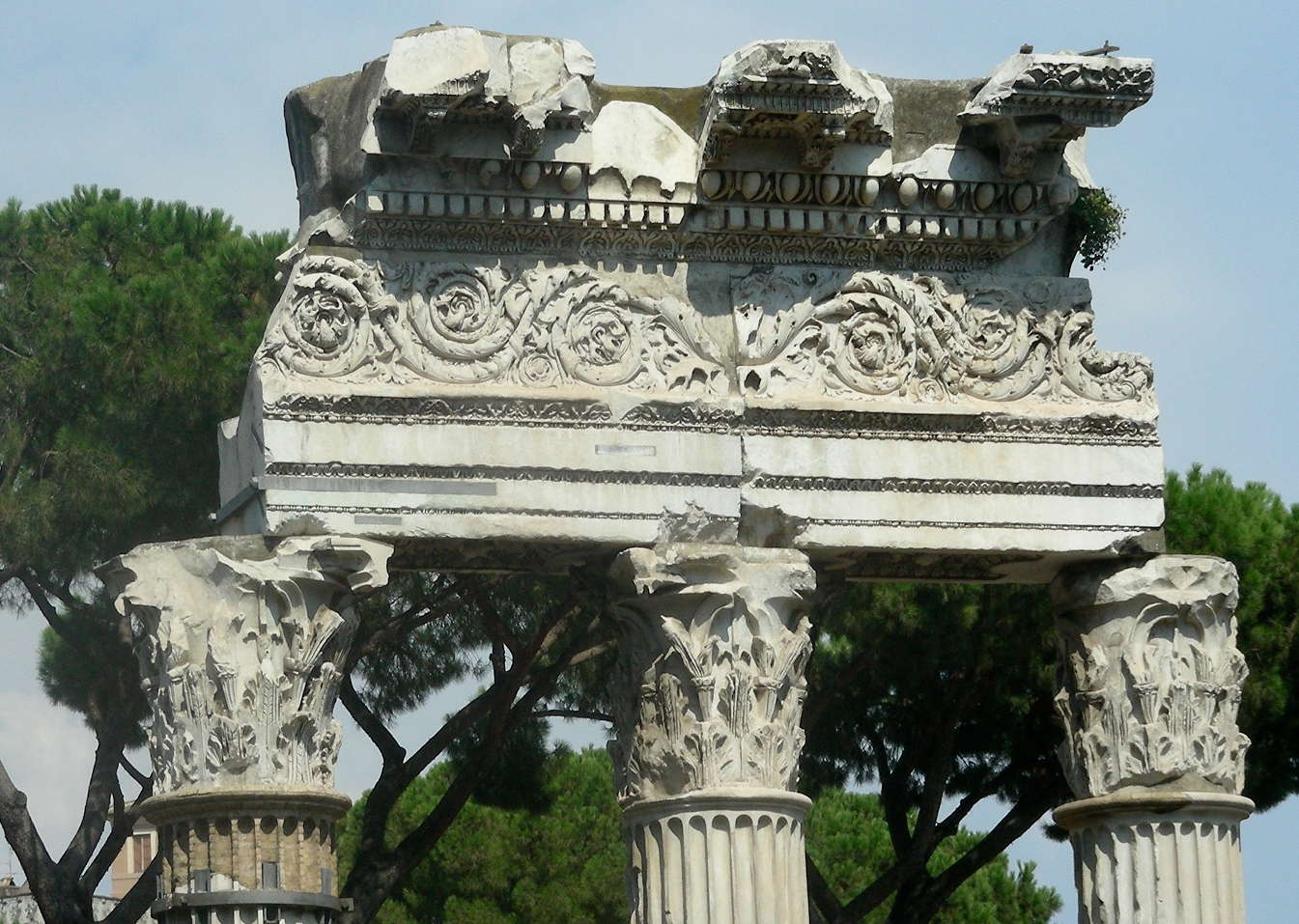
Detalle de los capiteles y el friso de las columnas.
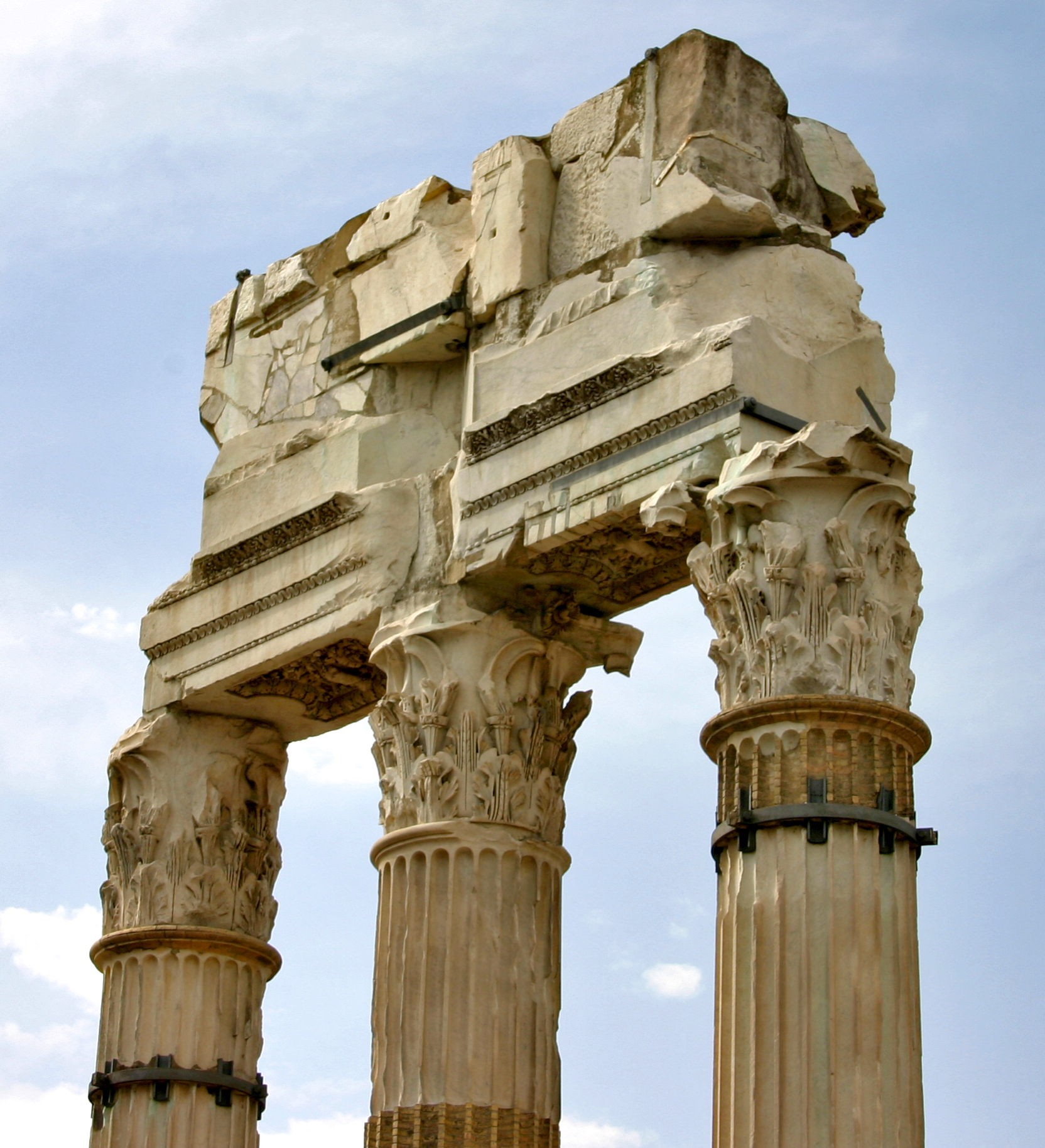
Detalle posterior de las columnas.
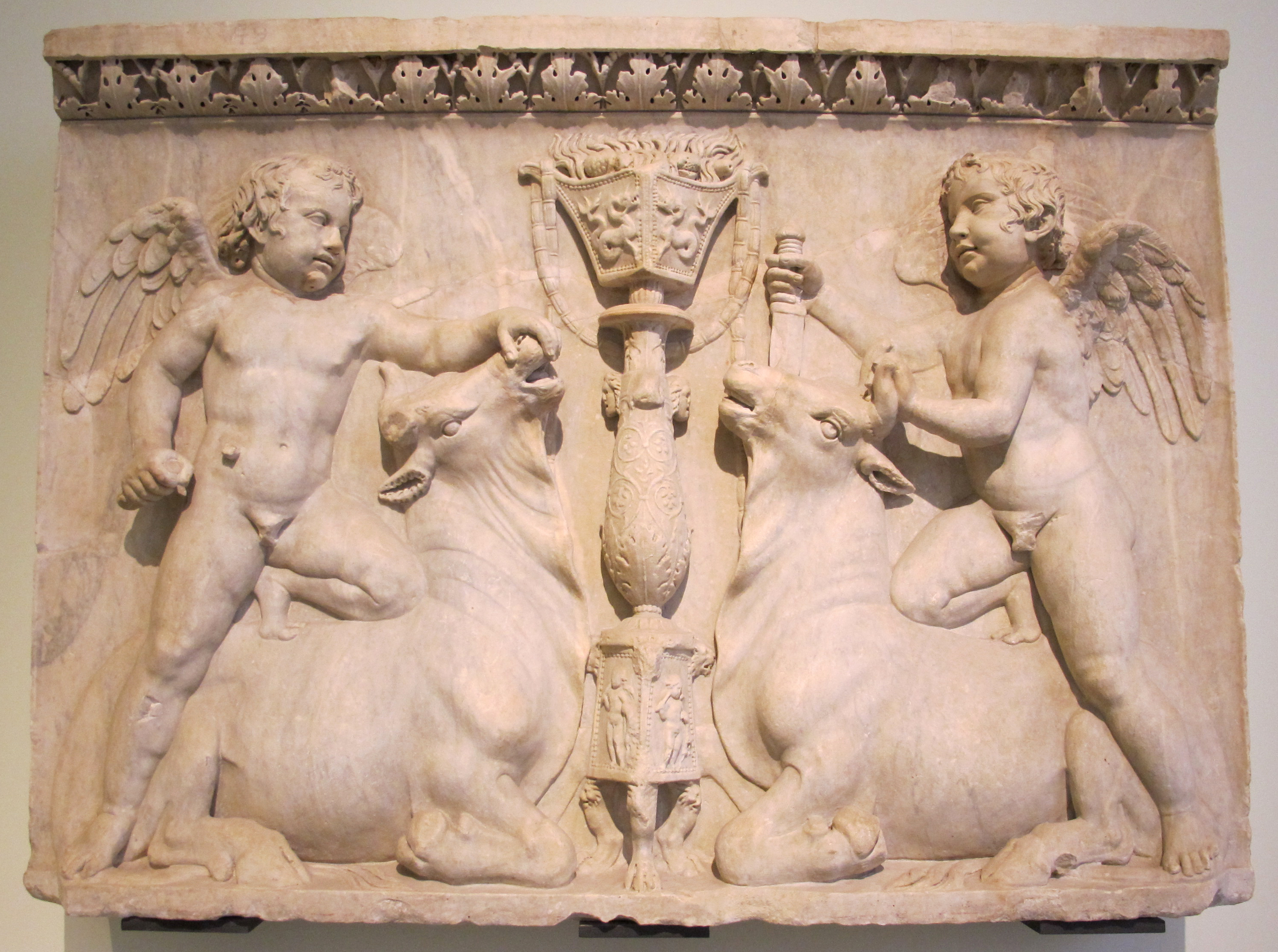
Relieve con putti tauroctoni de una decoración del templo. (Museo Arqueológico Nacional de Nápoles inv. 6718).
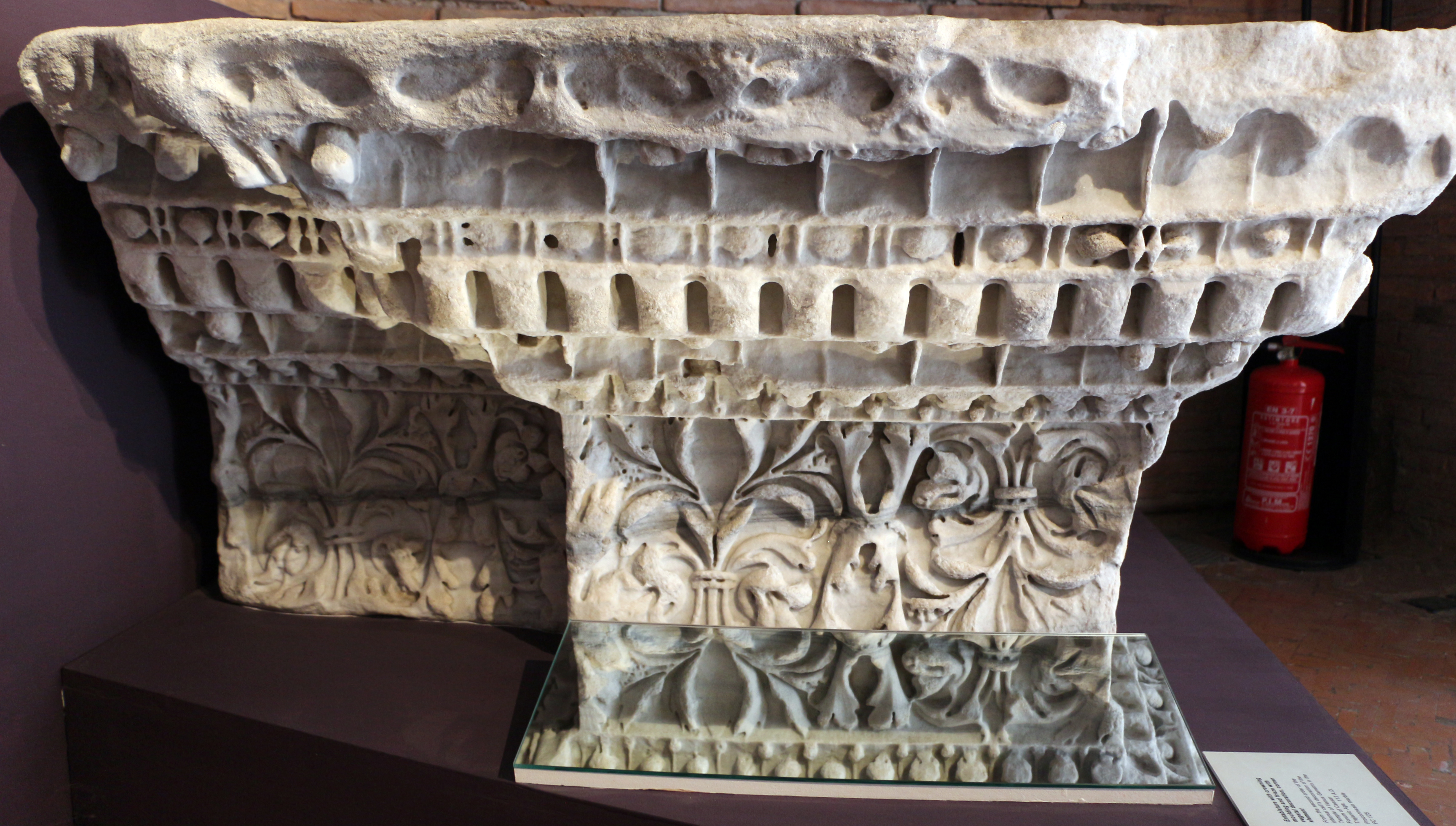
Entablamento del templo en mármol proconnesio.
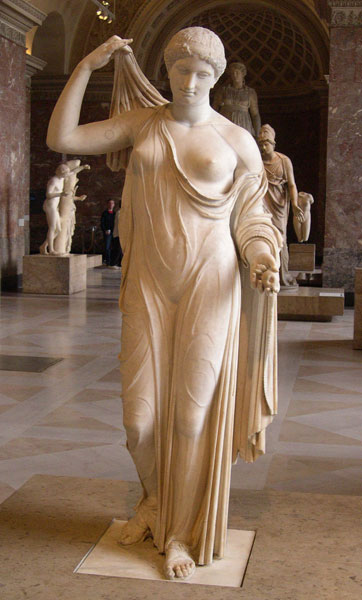
Ejemplo de estatua de una Venus Genetrix (Museo del Louvre.)

Según Plinio el Viejo en su tiempo, el templo cumplió con la función de un verdadero museo, que albergaba muchas obras de arte, incluyendo: 
- la estatua de culto de Venus Genetrix realizada por Arcesilao, escultor contemporáneo del César,[18]
- pinturas de Timómaco de Bizancio que representaban a Medea y Áyax el Grande y por las que César pagó 80 talentos,[19]
- seis dactilotecae (gemas preciosas de corte),[20]
- una estatua de oro de Cleopatra,[12]
- una coraza, consagrada por César a Venus, decorada con «perlas de Britania».[21]